# Supermercados en España

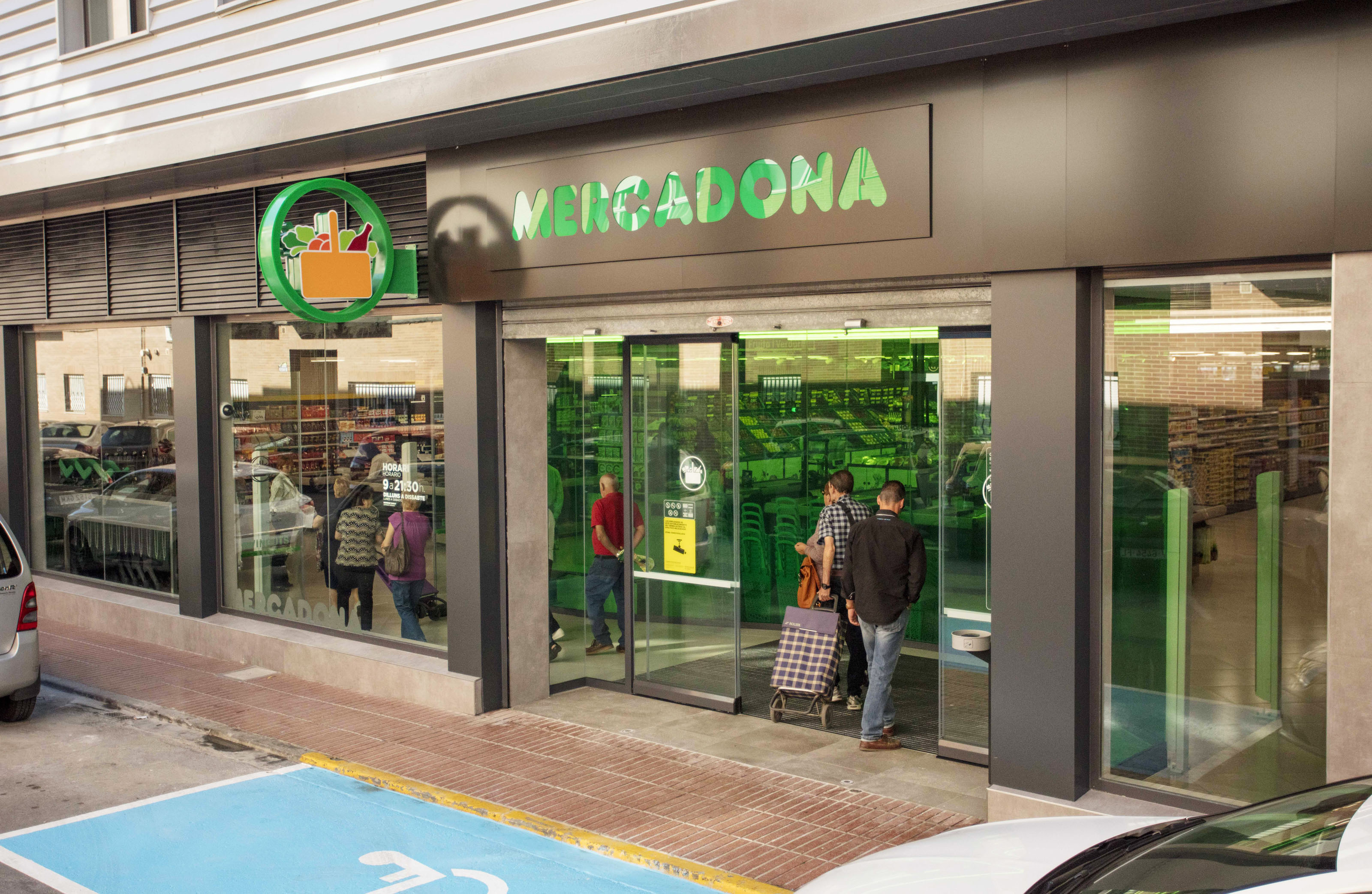
Mercadona es el supermercado con mayor cuota de mercado en España.

El sector de los supermercados en España juega un papel fundamental en la economía del país, en su industria alimentaria y en el día a día de sus ciudadanos. Estos establecimientos, que ofrecen una amplia variedad de productos alimenticios y no alimenticios, han evolucionado a lo largo del tiempo para adaptarse a las necesidades de los consumidores y a las tendencias del mercado.

## Historia
A pesar de que el concepto de venta en grandes superficies ya había sido introducido en España en la década de 1940 a través de grandes almacenes como Galerías Preciados o El Corte Inglés, la adquisición de alimentos en el país todavía dependía en gran medida de comercios tradicionales como colmados, ultramarinos y puestos en los mercados.
No fue hasta 1957 cuando Alberto Ullastres, entonces ministro de Comercio, decidió lanzar un plan de desarrollo llamado «Operación Supermercado». La iniciativa, llevada a cabo a través de la Comisaría General de Abastecimientos y Transportes, tenía como objetivo establecer una red de autoservicios de capital público para modernizar el comercio en España. Ese mismo año, se inauguró en Madrid el mercado de Barceló, un supermercado experimental que sentaría las bases para la creación de una red de autoservicios gestionados por el gobierno español.
Tras el éxito del primer supermercado público, se inauguraron otros establecimientos en ciudades como San Sebastián, Bilbao, Zaragoza, Gijón y La Coruña. En 1959, un grupo de familias emprendedoras fundaron Caprabo, el primer supermercado de capital privado en Barcelona, que todavía existe hoy y que marcó el comienzo de la proliferación de supermercados privados en el país.

## Hábitos de consumo
Según una encuesta realizada por la Organización de Consumidores y Usuarios (OCU), el precio no es el factor principal de los clientes para elegir un supermercado en España. Un 20% de los encuestados elige en función del precio, mientras que un 34% tiene en cuenta factores prácticos como proximidad, instalaciones, surtido y variedad de productos y marcas, calidad de los productos, promociones y descuentos, y horarios.
En términos de hábitos de compra, 6 de cada 10 encuestados van al supermercado una o dos veces a la semana, y la mayoría lo hace por la mañana y al mediodía. Los productos más comprados son alimentos, lácteos, bebidas y productos de limpieza e higiene. En cuanto a alimentos frescos, el 64% compra fruta y verdura en el supermercado, pero prefiere locales especializados para pescado y pan.
El sector de la distribución de alimentos minorista ha experimentado un aumento en la facturación en la mayoría de las cadenas durante la pandemia. El aumento de la inflación vivido desde 2021, ha llevado al 93% de los consumidores españoles a modificar sus patrones de consumo, que han optado por marcas blancas, productos en formatos de ahorro o familiares y alimentos frescos para cocinar en casa. En cuanto al volumen de empleados en estas compañías, también ha ido en aumento en los últimos años. Mercadona es el líder en términos de empleo, con 98.141 empleados, seguido por Carrefour y Lidl.

## Clasificación
Por cuota de mercado:
| Supermercado | Cuota de mercado 2022 | Cambio respecto a 2021 | Observaciones                                                                                         |
| Mercadona    | 25,80%                | 0,90%                  | Ralentización del crecimiento debido al descenso de grandes compras.                                  |
| Carrefour    | 9,60%                 | 0,70%                  | Cuota más alta de su histórico debido al desarrollo de distintos formatos y surtido variado.          |
| Lidl         | 5,80%                 | 0,50%                  | Inversiones en nuevas aperturas, relocalizaciones y políticas promocionales.                          |
| DIA          | 4,70%                 | -0,20%                 | Tras una pérdida de cuota debido a reorganización de tiendas, comienza a dar síntomas de crecimiento. |
| Eroski       | 4,30%                 | -0,20%                 | Afectado por el crecimiento de Mercadona en su zona de influencia.                                    |
| Consum       | 3,20%                 | 0%                     | Cuota de mercado estable.                                                                             |
| Alcampo      | 3%                    | -0,10%                 | Caída en cuota de mercado.                                                                            |
| Aldi         | 1,40%                 | 0,10%                  | Creación de un plan de inversiones para crecer en España; más compradores en el último año.           |
| Regionales   | 16,70%                | 0,30%                  | Crecimiento gracias a tiendas de proximidad y calidad en surtido de productos frescos.                |

En cuanto a los canales de compra por Internet, aunque han crecido en número de compradores habituales (19%), han experimentado una disminución de cuota en el corto plazo, con la incorporación de clientes frenándose hasta el 28,1%, dos puntos por debajo del año anterior.